# Craig Gordon
Craig Sinclair Gordon (født 31. december 1982 i Edinburgh, Skotland) er en skotsk fodboldspiller, der spiller som målmand hos Celtic Han har tidligere spillet for blandt andet Hearts og Sunderland. 
Med Hearts vandt Gordon i 2006 den skotske FA Cup.

## Landshold
Gordon står (pr. april 2018) noteret for 52 kampe for Skotlands landshold, som han debuterede for den 30. maj 2004 i en venskabskamp mod Trinidad og Tobago. 

## Titler
Skotsk FA Cup
- 2006 med Hearts